# Reningelst
Reningelst är en ort i Belgien.   Den ligger i provinsen Västflandern och regionen Flandern, i den västra delen av landet, 110 km väster om huvudstaden Bryssel. Reningelst ligger 34 meter över havet och antalet invånare är 1 405.
Terrängen runt Reningelst är platt. Närmaste större samhälle är Poperinge, 5,3 km nordväst om Reningelst.
Trakten runt Reningelst består till största delen av jordbruksmark. Runt Reningelst är det ganska tätbefolkat, med 248 invånare per kvadratkilometer.